# I successi (Ivan Cattaneo)
I successi è un album raccolta di Ivan Cattaneo pubblicato nel 2001.

## Tracce
1. Quando tramonta il sol
2. La bambolina che fa no no
3. Sono bugiardo
4. Una zebra a pois
5. Toro! Torero!
6. Polisex
7. Narciso
8. Bang bang
9. Coccinella
10. Nessuno mi può giudicare
11. La ragazza di Ipanema
12. Italian Slip
13. Light My Fire
14. Cha Cha Che Guevara
15. Odio e amore
16. Sesso selvaggio
17. Abbronzatissima
18. Idolo biondo